# Helina spiculata
Helina spiculata este o specie de muște din genul Helina, familia Muscidae, descrisă de Fritz Isidore van Emden în anul 1951.
Este endemică în Kenya. Conform Catalogue of Life specia Helina spiculata nu are subspecii cunoscute.